# هوكي الساحة في أولمبياد 2004
في رياضة هوكي الساحة في الألعاب الأولمبية الصيفية الثامنة والعشرون كانت مصر الدولة العربية الوحيدة التي شاركت في النهائيات، انقسمت المسابقات إلى منافسات فرق الرجال بين مجموعتين
- المجموعة الأولى: إسبانيا، مصر، ألمانيا، بريطانيا، باكستان، كوريا الشمالية.
- المجموعة لثانية: الأرجنتين، هولندا، أستراليا، جنوب أفريقيا، الهند، نيوزيلندا

كانت هناك 10 فرق للسيدات وانقسمت إلى مجموعتين
- المجموعة الأولى: الأرجنتين، إسبانيا، الصين،، اليابان، نيوزيلندا
- المجموعة الثانية: أستراليا، ألمانيا، هولندا، كوريا الجنوبية، جنوب أفريقيا

## نهائيات الرجال
| الترتيب | الدولة   | الميداليات | المجموع |
| 1       | أستراليا | 1 ذهبية    | 1       |
| 2       | هولندا   | 1 فضية     | 1       |
| 3       | ألمانيا  | 1 برونزية  | 1       |

## نهائيات السيدات
| الترتيب | الدولة    | الميداليات | المجموع |
| 1       | ألمانيا   | 1 ذهبية    | 1       |
| 2       | هولندا    | 1 فضية     | 1       |
| 3       | الأرجنتين | 1 برونزية  | 1       |